# Гімерот

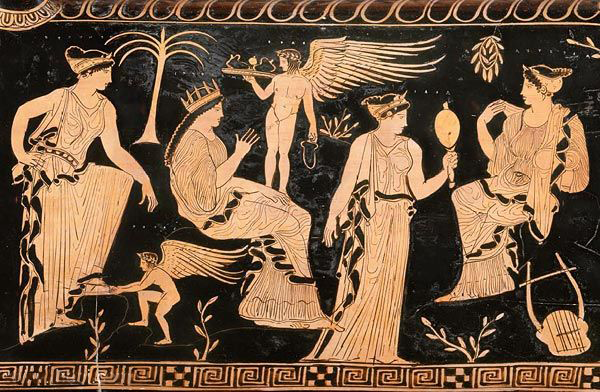
Еврінома, Гімерот, Гіпподамія, Ерос, Іасо та Астерія на червонофігурній вазі, близько 400 року до н. е.

Гімерот (дав.-гр. Ἵμερος, «потяг, кохання, пристрасть», також Гімер або Гімерос) — бог пристрасного кохання або просто пристрасті. Культу Гімерота як такого не було, його вшановували як супутника Афродіти (іноді його згадували, як її сина). Його житло поруч з Музами. На античної кераміці Гімерот зображується на Олімпі в оточенні Муз та Харит.
Статуя Гімерота роботи Скопаса перебувала в Мегарах. Платон порівнює його з Ганімедом.